# Giuseppina Leone
Giuseppina Leone, później Paoletti (ur. 21 grudnia 1934 w Turynie) – włoska lekkoatletka, sprinterka, medalistka olimpijska, rekordzistka Europy.
Leone zdobyła brązowy medal w sztafecie 4 × 100 metrów podczas mistrzostw Europy w 1954. Jej największy indywidualny sukces to brązowy medal w biegu na 100 metrów podczas Igrzysk Olimpijskich w Rzymie w 1960. Przegrała wówczas jedynie z Amerykanką Rudolph i Brytyjką Hyman.
21 października 1956 Leone ustanowiła z czasem 11,4 sek. nowy rekord Europy w biegu na 100 m.
Zwyciężyła w biegach na 100 m i na 200 m na uniwersjadzie w 1959 w Turynie.